# Лазу (Васлуј)
Лазу (рум. Lazu) насеље је у Румунији у округу Васлуј у општини Гергешти. Oпштина се налази на надморској висини од 292 m.

## Становништво
Према подацима из 2002. године у насељу је живело 92 становника, од којих су сви румунске националности.